# Zimafej Kalatschou
Zimafej Sjarhejewitsch Kalatschou (belarussisch Цімафей Сяргеевіч Калачоў; russisch Тимофей Сергеевич Калачёв ‚Timofei Sergejewitsch Kalatschow‘, englische Transkription Timofey Sergeyevich Kalachev/Kalachyov; * 1. Mai 1981 in Mahiljou) ist ein ehemaliger belarussischer Fußballspieler.

## Karriere

### Verein
Kalatschou begann seine Karriere in seiner Heimatstadt bei Dnjapro Mahiljou. Im Januar 2003 wechselte er zum Ligakonkurrenten FK Schachzjor Salihorsk. Im Sommer 2003 ging er in die Ukraine zu Schachtar Donezk. Im Januar 2004 wurde der Mittelfeldspieler bis Saisonende an den Ligakonkurrenten Illitschiwez Mariupol verliehen. 2005 folgte der Wechsel nach Russland zum Zweitligisten FK Chimki. 2006 wurde Kalatschou vom Erstligisten FK Rostow verpflichtet, mit dem er jedoch 2007 in die zweite Liga abstieg. Daraufhin wechselte er 2008 zum Erstligisten Krylja Sowetow Samara. 2010 kehrte der Belarusse zum inzwischen erstklassigen FK Rostow zurück.

### Nationalmannschaft
Kalatschou wurde 2004 erstmals fürs Nationalteam nominiert. Sein Debüt gab er im Februar 2004 im Testspiel gegen Zypern. Zwischen 2013 und 2014 war er Kapitän. Mit Belarus konnte er sich noch nie für ein Großereignis qualifizieren.

## Persönliches
Sein älterer Bruder Dsmitryj ist ebenfalls Fußballer.

## Trivia
- Kalatschou wurde 2013 und 2016 Fußballer des Jahres in Belarus.